# (217366) Mayalin
(217366) Mayalin est un astéroïde de la ceinture principale.

## Description
(217366) Mayalin est un astéroïde de la ceinture principale. Il fut découvert le 4 octobre 2004 à Vail-Jarnac par l'Observatoire Jarnac. Il présente une orbite caractérisée par un demi-grand axe de 2,40 UA, une excentricité de 0,12 et une inclinaison de 5,3° par rapport à l'écliptique.

## Compléments